# Luna-Glob
Luna-Glob (en ruso: Луна-Глоб, significa esfera lunar) es un programa de exploración de la Luna de la Roscosmos cuyo propósito es investigar el modo de crear una base lunar totalmente robótica.
El programa tuvo sus inicios alrededor del año 1997, pero debido a problemas financieros, la primera misión del programa, el orbitador Luna 25, fue suspendido hace escasos años volviendo a reactivarse un tiempo después. En principio tenía programado su lanzamiento para el año 2012 con un cohete Soyuz-2, esta la primera misión ha sido retrasada en varias ocasiones, primero en 2014, después en 2015, 2016, 2018 y 2019. En junio de 2015, la Corporación espacial rusa Roscosmos anunció haber aprobado el modelo para la nave Luna 25.
A partir de enero de 2018, se propusieron lanzar la Luna 25 en 2019, la Luna 26 en 2021 y la Luna 27 en 2022.
Pero no fue hasta el 10 de agosto de 2023 que se lanzó Luna 25, dando continuidad hasta el año 2027 para el lanzamiento de Luna 26, según lo explicado por el director de Proyectos avanzados de Roscosmos, Alexander Bloshenko